# Ralf-Peter Vonberg
Ralf-Peter Vonberg (* 29. März 1973 in Georgsmarienhütte) ist ein deutscher Arzt und Professor an der Medizinischen Hochschule Hannover.

## Leben
Vonberg begann sein Studium der Humanmedizin 1994 an der Medizinischen Hochschule Hannover. 2002 folgte dort seine Promotion und 2007 die Habilitation (Fachgebiet Hygiene, erweitert 2009 auf Mikrobiologie). Er erhielt eine Professur am Institut für Medizinische Mikrobiologie und Krankenhaushygiene der Medizinischen Hochschule Hannover.
Vonberg wurde in mehr als 3200 wissenschaftlichen Artikeln zitiert.

## Schriften
- Einfluß von Bacille-Calmette-Guérin auf das allergisierende Potential von Respiratory-syncytial-Virus gegenüber dem Modellallergen Ovalbumin: Untersuchungen in vivo am Modell der BALB/c-Maus. Dissertation, Medizinische Hochschule Hannover, 2001
- Ausbrüche nosokomialer Infektionen und ihr Beitrag zur Infektionsprävention. Habilitationsschrift, Medizinische Hochschule Hannover, 2007
- mit Christina Haese: Medizinische Mikrobiologie für Dummies. Wiley-VCH, Weinheim 2018, ISBN 978-3-527-71052-2